# Rosanna Yanni
Marta Susana Yanni Paxot, coneguda artísticament com a Rosanna Yanni (Buenos Aires, 27 de febrer de 1938) és una actriu argentina, establerta a Espanya.

## Biografia
Debuta a la seva ciutat natal, actuant com a corista en espectacles de revista. Després de treballar dos anys com a model en Itàlia, el 1963 s'instal·la a Madrid i inicia la seva carrera cinematogràfica.
La seva presència en les pantalles va ser especialment destacada al llarg de la dècada dels seixanta i primera meitat dels setanta, amb nombroses intervencions en comèdies dirigides per, entre d'altres, Pedro Lazaga i José María Forqué.
Després de participar en La escopeta nacional (1977) de Luis García Berlanga i un parell de títols més, es retira del cinema arribada la dècada dels vuitanta, i només tornaria a posar-se davant les càmeres en 1997 amb Al límite, d'Eduardo Campoy. Dos anys després intervé en París-Tombuctú, de nou amb Berlanga.
El 2015 va rebre el Premi Nosferatu al Festival Internacional de Cinema Fantàstic de Sitges.

## Filmografia (selecció)
- Sol de verano (1963).
- La familia y uno más (1965).
- Los salvajes en Puente San Gil (1966).
- La canción del olvido (1967).
- El caso de las dos bellezas (1967).
- Bésame, monstruo (1967).
- El paseíllo (1968)
- ¡Cuidado con las señoras! (1968)
- White Comanche (1968)
- Frankenstein's Bloody Terror (1968)
- Malenka, the Vampire's Niece (1969)
- Bridge Over the Elbe (1969)
- ¿Por qué pecamos a los cuarenta? (1969).
- Fortunata y Jacinta (1969).
- Cómo casarse en siete días (1969).
- Las siete vidas del gato (1970).
- Las Ibéricas F.C. (1971).
- ¿Qué nos importa la revolución? (1972).
- El jorobado de la Morgue (1973).
- War Goddess (1973)
- Count Dracula's Great Love (1974)
- La escopeta nacional (1977).
- Al Lìmite (1997)
- París-Tombuctú (1999).